# Euphorbia volkmanniae
Euphorbia volkmanniae är en törelväxtart som beskrevs av Moritz Kurt Dinter. Euphorbia volkmanniae ingår i släktet törlar, och familjen törelväxter.
Artens utbredningsområde är Namibia. Inga underarter finns listade i Catalogue of Life.